# Günter Maibach
Günter Maibach (* 16. November 1953 in Bruchköbel) ist ein deutscher Politiker (CDU) und war von 2008 bis 2020 Bürgermeister von Bruchköbel.

## Leben
Maibach wuchs in Bruchköbel auf. Von 1968 bis 1972 absolvierte er bei der Firma Elektro Becker in Hanau eine Ausbildung zum Elektrotechniker und war dort anschließend von 1972 bis 1978 als Elektrotechniker tätig. Von 1978 bis 1979 besuchte er einen Meistervorbereitungs-Lehrgang im Bildungszentrum für Elektrotechnik in Lauterbach und absolvierte erfolgreich seine Meisterprüfung. Maibach arbeitete nun von 1979 bis 1981 als Elektromeister in Maintal. 1981 gründete er die Firma Elektro Maibach. 1996 erfolgte die Gründung der Firma EAB-Elektro u. Anlagenbau, deren Geschäftsführer er von 1996 bis 2001 war. 2006 verkaufte er die Firma Elektro Maibach. 
Von 2001 bis 2007 war Maibach Stadtverordneter im Stadtrat von Bruchköbel. In dieser Zeit fungierte er dort unter anderem von 2001 bis 2006 als Vorsitzender des Ausschusses für Stadtentwicklung, Kultur und Soziales, sowie von 2006 bis 2007 als stellvertretender Vorsitzender des Ausschusses für Bau, Umwelt und Verkehr. Bei der Bürgermeisterwahl am 28. Oktober 2007 erzielte er mit 31 % der Stimmen den zweiten Platz. In der darauf folgenden Stichwahl am 11. November 2007 wurde er mit 56,8 % der Stimmen gewählt. Am 10. November 2013 erfolgte seine Wiederwahl mit 56,3 %. Zur Bürgermeisterwahl 2019 trat Maibach nicht mehr an, zum Ende seiner Amtszeit am 31. März 2020 übergab er das Amt an seine Nachfolgerin Sylvia Braun (FDP).
Maibach ist verheiratet.